# 浜田川 (山口県)
浜田川（はまたがわ）は、山口県を流れる二級河川である。またここでは、河口付近の人工河川についても記述する。

## 概要
山口県下関市菊川町上田部付近で出て瀬戸内海に注ぐ短めの河川。河口付近では生活用水・工業用水用の人工河川や池・堤がたくさんある。また浜田川の左右の岸に人工河川が流れている。
すぐ東の隣を木屋川が流れている。

## 支流
- 堂迫川

他にも名称不明の支流が五本ほど河口付近にある（一部人工）。そのうち堤から出るもの（丸尾堤、辻堂堤など）がある。

## 河口周辺の人工河川など
どれも長さが短い。

### 西岸
- 浜ノ塚川
上流から見た右岸の河川。
- 大新田川
浜ノ塚川の支流。上流が二つに分かれている。2つの堤（茶屋堤、穴田堤）から出る。
- 杉迫川・平原川
茶屋堤に注ぐ河川。平原川は杉迫川に注ぐ。
- 唐樋川
神田川よりの河川。

など数多い。

### 東岸
特に沢山あるわけでもない。名称不明の河川一本と京迫堤がある。